# فيل براون (منافس ألعاب قوى)
فيل براون (بالإنجليزية: Phil Brown) هو منافس ألعاب قوى بريطاني، ولد في 6 يناير 1962 في برمنغهام في المملكة المتحدة.

## وصلات خارجية
- فيل براون على موقع الاتحاد الدولي لألعاب القوى (الإنجليزية)
- فيل براون على موقع اللجنة الأولمبية الدولية (الإنجليزية)
- فيل براون على موقع أوليمبيديا (الإنجليزية)
- فيل براون على موقع اللجنة الأولمبية البريطانية (الإنجليزية)
- فيل براون على موقع اتحاد ألعاب الكومنولث (مؤرشف) (الإنجليزية)